# Sonja Wigert
Sonja Wigert (11 de noviembre de 1913 - 12 de abril de 1980) fue una actriz noruego-sueca, activa principalmente en la década de 1940. Además, durante la Segunda Guerra Mundial trabajó como espía para la resistencia.

## Biografía

### Primeros años
Nacida en Notodden, Noruega, sus padres eran Sigvald Hansen y Carmen Kirsebom. Tenía dos hermanos menores, Knut y Erik, quienes, como ella, adoptaron el apellido Wigert. Criada en Skien, tomó clases de ballet en la ciudad, y debutó sobre un escenario a los diez años de edad. Tras estudiar en la escuela estatal Statens håndverks- og kunstindustriskole en Oslo, Wigert viajó al extranjero con el fin de aprender francés en París y Suiza. De vuelta a su país, participó en la campaña publicitaria “Finn Norges Garbo!” (encuentra a la Garbo de Noruega), que ganó, y que le valió un pequeño papel en Sangen om Rondane en 1934. Ese mismo año se formó en el Det Norske Teatret. Al siguiente año adoptó el apellido de soltera de su abuela, Wigert, y entre 1935 y 1938 trabajó para el Det Nye Teater, pasando en 1938, y hasta 1939, al Teatro nacional de Oslo.

### Comienzo de su carrera cinematográfica
Sonja Wigert obtuvo éxito con rapidez participando en shows como Bröderna Östermans huskors, Fröken Kyrkråtta y Vår i luften, además de actuar en revistas representadas en el Scala y el Chat Noir. En la radio fue conocida por participar en ”Finnes det en liten gutt” en 1937. Su gran oportunidad en Noruega llegó con la pieza de Tancred Ibsen Fant en 1937, y con su actuación en el Teatro Nacional con una obra de Kaj Munk, Diktatorinnen, en 1939.
La actriz interpretó al personaje principal de la película dirigida por Leif Sinding y Arne Bornebusch Eli Sjursdotter (1938). Schamyl Bauman la llamó para trabajar en Suecia en el melodrama I dag börjar livet, con Sture Lagerwall, y en 1939 se mudó a Estocolmo. Ese año actuó en la comedia Hennes lilla Majestät, basada en una obra teatral de Karl Gerhard, interpretando el papel de Marianne.

### Trayectoria en Suecia
Su gran oportunidad en Suecia llegó con el drama de Anders Henrikson Fallet Ingegerd Bremssen en 1942, cinta adaptación de una novela de Dagmar Edqvist. La película fue muy elogiada por su ambicioso tema y por el cuidado con el cual fue tratado.
En 1943 actuó en la película de Hasse Ekman Ombyte av tåg, una historia de carácter romántico que fue una de las favoritas de la actriz. Otra producción con una historia sentimental fue Räkna de lyckliga stunderna blott, dirigida por Rune Carlsten en 1944, en la cual Wigert encarnaba a Annemarie.
Sonja Wigert protagonizó también películas como Ungt blod (1937), Hennes melodi (1940), Jag älskar dig, argbigga (1946), En fluga gör ingen sommar (1947), Den hemlighetsfulla våningen (1948), Vi flyger på Rio (1949), Kvinnan bakom allt (1951), y I dimma dold (1953). Además, actuó para la serie televisiva estadounidense Foreign Intrigue en 1954, en la que trabajó junto a Gerald Mohr, entre otros intérpretes. En total rodó 22 filmes en Suecia, dos de ellos coproducciones con Noruega, además de varias cintas noruegas y dos danesas.

### Espía de la Resistencia
Sin embargo, Sonja Wigert dio un doble uso a su talento como actriz. A partir de 1941, durante la Segunda Guerra Mundial, colaboró con el movimiento de resistencia noruego, y en 1942 llegó a ser espía sueca. Se le encargó viajar a Noruega para espiar a oficiales alemanes, entre ellos a Josef Terboven. El objetivo principal de Sonja Wigert era liberar a su padre, cautivo en un campo de detención para prisioneros políticos, Grini, en las afueras de Oslo.
El plan tuvo éxito, y finalmente su padre y otros prisioneros fueron liberados. Además, logró evacuar a toda su familia de Noruega. Wigert también empezó a trabajar para los estadounidenses y la Office of Strategic Services, precursora de la CIA. En el Grand Hôtel de Estocolmo Wigert fue una persona clave, contribuyendo a la expulsión de varios nazis del país. Finalmente, los nazis se dieron cuenta en el otoño de 1943 de que Wigert no simpatizaba con ellos, con lo que la carrera de la actriz en Suecia y en Noruega quedó frenada. Al finalizar la guerra se rumoreó que había sido espía alemana, motivo por el cual muchas personas la evitaban, aunque conservó la amistad de su colega Sture Lagerwall.

### Mitt folk är icke ditty carrera posterior
El drama sobre la resistencia Mitt folk är icke ditt (1944), dirigido por Weyler Hildebrand, en cierto modo se asemejaba a las propias experiencias de Wigert durante la guerra. Su papel era el de la pianista Else Hill, personaje al que la actriz transmitió nerviosismo y autenticidad, probablemente por haber pasado por una situación similar.
A la vez que trabajaba para el cine en Suecia, Sonja Wigert continuó su trayectoria teatral en Suecia, Noruega, Dinamarca y Finlandia. Así, actuó en el show Kokottskolan, en el Folkteatern de Estocolmo en 1941. En el Nya Teatern de la misma ciudad actuó en El misántropo en 1944 y en La dama de las camelias en 1945. Fue también Blanche DuBois en Un tranvía llamado Deseo (Teatro de Trøndelag en 1946), actuó en Min fru går igen (Det Ny Teater, 1946), y fue Maxime Faulk en la obra de Tennessee Williams La noche de la iguana (Vasateatern, 1962), entre otras actuaciones. Igualmente viajó en giras teatrales, representando obras como la comedia de Hasse Ekman Gungstolen (1964) y la pieza de Noël Coward Jag älskar dig, markatta (1967). Otros escenarios en los que trabajó fueron el Teatro Oscar, el Skansenteatern y el Alléteatern.

### Vida privada
Sonja Wigert se casó por vez primera en 1939 con el periodista sueco Torsten Flodén. Permanecieron juntos hasta 1941. Durante la guerra conoció al piloto danés y capitán Niels von Holstein-Rathlou (1910–1949), con el que se casó en 1945. Su marido falleció en 1949 en un accidente aéreo.
La actriz trabajó por última vez en el cine en 1960, retirándose a lo largo de dicha década de manera progresiva de la actuación. En 1969 se mudó a España. Falleció en 1980 en Alfaz del Pi, España, localidad en la que fue enterrada.

## Filmografía (selección)
- 1934 : Sangen om Rondane
- 1937 : Tattarbruden
- 1937 : Ungt blod
- 1938 : Eli Sjursdotter
- 1939 : I dag börjar livet
- 1939 : Hennes lilla Majestät
- 1940 : Hennes melodi
- 1940 : Frestelse
- 1940 : Romans
- 1941 : Ung dam med tur
- 1941 : Den kärleken, den kärleken!
- 1942 : Ungdom i bojor
- 1942 : Fallet Ingegerd Bremssen
- 1943 : Ombyte av tåg
- 1943 : Älskling, jag ger mig
- 1944 : ... och alla dessa kvinnor
- 1944 : Räkna de lyckliga stunderna blott
- 1944 : Mitt folk är icke ditt
- 1944 : Ungdom med stil (corto)
- 1945 : Flickor i hamn
- 1945 : Blod och eld
- 1946 : Morfin
- 1946 : Onsdagsväninnan
- 1946 : Jag älskar dig, argbigga
- 1947 : En fluga gör ingen sommar
- 1948 : Den hemlighetsfulla våningen
- 1949 : Vi flyger på Rio
- 1951 : Dårskapens hus
- 1951 : Kvinnan bakom allt
- 1953 : I dimma dold
- 1954 : Foreign Intrigue (TV)
- 1955 : Danssalongen
- 1958 : Lån meg din kone
- 1960 : Eventyrrejsen

## Teatro
- 1944 : Livet är ju härligt, de William Saroyan, dirección de Per Knutzon, Teatro Oscar[3]
- 1947 : Det var en gång…, de Holger Drachmann, dirección de Åke Ohberg, Skansens friluftsteater
- 1949 : Fröjd för stunden, de Noël Coward, dirección de Ernst Eklund, Lisebergsteatern
- 1950 : Jag älskar dig, markatta, de Noël Coward, dirección de Ernst Eklund, Lisebergsteatern
- 1951 : Vem är Sylvia?, de Terence Rattigan, dirección de Martha Lundholm, Vasateatern[4]
- 1953 : Min fru går igen, de Noël Coward, dirección de Per-Axel Branner, Lisebergsteatern
- 1955 : Simon och Laura, de Alan Melville, dirección de Per-Axel Branner, Biograf Edison[5]
- 1962 : La noche de la iguana, de Tennessee Williams, dirección de Per Gerhard, Vasateatern[6]